# Сену Кулібалі
Сену Кулібалі (фр. Senou Coulibaly, нар. 4 вересня 1994, Понтуаз, Франція) — малійський футболіст, центральний захисник кіпрського клубу «Омонія» та національної збірної Малі.

## Ігрова кар'єра

### Клубна
Сену Кулібалі є вихованцем футбольного клубу «Сержі-Понтуаз» зі свого рідного міста Понтуаз. У 2018 році футболіст перейшов до клубу «Діжон». 11 серпня 2018 року у матчі проти «Монпельє» Кулібалі дебютував у чемпіонаті Франції. В першому ж матчі Сену відмітився забитим голом. Через травми Кулібалі не зумів закріпитися в основі. Та в серпні 2019 року футболіст продовжив контракт з клубом ще на три роки.
За результатами сезону 2020/21 «Діжон» вилетів до Другого дивізіону але сам Кулібалі залишився в команді, незважаючи на зацікавленість у його послугах британських клубів «Рейнджерс» та «Гаддерсфілд Таун». В липні 2023 року як вільний агент Кулібалі перейшов до кіпрського клубу «Омонія».

### Збірна
11 червня 2021 року у товариському матчі проти команди ДР Конго Сену Кулібалі дебютував у складі національної збірної Малі.
У 2022 році Кулібалі був в заявці збірної Малі на участь у Кубку африканських націй в Камеруні. На турнірі футболіст залишався в резерві і на поле не виходив.